# Apró mesék
Az Apró mesék 2019-ben bemutatott magyar romantikus történelmi filmthriller, melyet Köbli Norbert forgatókönyve alapján Szász Attila rendezett.
2019. március 14-én mutatták be a mozikban.

## Cselekmény
A második világháború végét követően még hónapokig zűrzavar és bizonytalanság uralkodik Magyarországon, hozzátartozók százai-ezrei próbálnak információhoz jutni – jellemzően újsághirdetések útján – frontszolgálatra besorozott, s már rég ismeretlen helyen tartózkodó családtagjaikról. 
Egy, a háborúból szerencsésen hazakerült férfi felismeri, hogy egy kis szélhámossággal hasznot tud húzni ebből. Felkeresi az ilyen hirdetőket, magát az illető által keresett személy katonatársának kiadva hamis információkkal igyekszik megnyugtatni azokat, majd gátlástalanul bezsebeli a hálából felajánlott kosztot, pár napi kvártélyt, jó ruhát és egyéb ajándékokat. Egyik próbálkozása azonban balul sül el, menekülnie kell Pestről, majd arról a vonatról is, amelyen menekülni igyekszik: így találkozik egy fiatal egygyermekes nővel, akinek férje szintén a háború miatt van távol, és aki hajlandó menedéket nyújtani neki az erdő mélyén. 
Miközben álmaiban folyton a háborús démonjai bukkannak fel, szerelmi viszonyba keveredik a nővel, noha annak a férje is bármikor hazatérhet.

## Szereplők
- Szabó Kimmel Tamás – Hankó Balázs
- Kerekes Vica – Bérces Judit
- Molnár Levente – Bérces Vince
- Tóth Bercel – Bérces Virgil
- Gyabronka József – Jegyző
- Egyed Attila – Kovács nyomozó
- Tamási Zoltán – Feledi Márton
- Dékány Barnabás – Tamási Sándor
- Bakos Éva – Tamási Sándor anyja
- Orosz Ákos – Sipos Imre
- Kiss Diána Magdolna – Sipos Imre neje
- Krisztik Csaba – Kovács Géza
- Rujder Vivien – pincérnő

## Forgatás
A forgatókönyv szerint a jelenetek részben a szovjet hadszíntéren, részben a szétbombázott Budapesten, részben pedig a Gemenc környékén fekvő Bárányfokon és annak külterületein játszódnak.
A hadszíntéri felvételeket a Tátrában készítették, a bárányfoki jeleneteket pedig többek között Páty külterületén és a fóti tavaknál vették fel.